# Nodosinella
Nodosinella, en ocasiones erróneamente denominado Arnodosinum, es un género de foraminífero bentónico de la familia Nodosinellidae, de la superfamilia Nodosinelloidea, del suborden Fusulinina y del orden Fusulinida. Su especie tipo es Nodosinella digitata. Su rango cronoestratigráfico abarca el Pérmico.

## Clasificación
Se han descrito numerosas especies de Nodosinella. Entre las especies más interesantes o más conocidas destacan:
- Nodosinella digitata

Un listado completo de las especies descritas en el género Nodosinella puede verse en el siguiente anexo.